# امرأة متمردة (فلم)
امرأة متمردة هو فيلم دراما مصري من إخراج يوسف أبو سيف وبطولة حسين فهمي، معالي زايد، أبو بكر عزت ونبيلة كرم. صدر الفيلم في 31 مارس 1986.

## نبذه
تعمل "صفاء" في شركة "سمير" رغم اعتراض زوجها "صابر". يكلفها "سمير" بالسفر إلى الأردن في مهمة عمل فيرفض "صابر" ويهددها بالطلاق في حالة سفرها، إلا أنها تختار السفر، فهي تتطلع للثراء. تتضح لها حقيقة "سمير" فهو مهرب مخدرات ويستغلها في عمليات التهريب ويحاول أن يدفعها للحياة العابثة.

## طاقم العمل
- حسين فهمي بدور صلاح
- معالي زايد بدور صفاء
- أبو بكر عزت بدور سمير
- نبيلة كرم بدور سهير
- صلاح نظمي ضيف شرف
- يوسف فوزي ضيف شرف

## وصلات خارجية
- مقالات تستعمل روابط فنية بلا صلة مع ويكي بيانات